# 绍柳斯·里特尔
绍柳斯·里特尔（1988年8月23日—）生于维尔纽斯，是一名立陶宛男子赛艇运动员，主攻双人双桨项目，曾就读于米科拉斯·罗梅里斯大学。他的父母都从事赛艇运动，他也在13岁时在母亲的介绍下开始接触赛艇。最初他觉得这项运动很无聊，但后来他开始爱上这项运动。在专攻赛艇之前，他也曾接触过篮球、游泳和拳击等运动。另外，他也在2020年参加过立陶宛国内的铁人三项比赛。